# Elezioni comunali in Sicilia del 1994
Le elezioni comunali in Sicilia del 1994 si tennero il 12 giugno (con ballottaggio il 26 giugno) e il 20 novembre (con ballottaggio il 4 dicembre). La Sicilia, nel disciplinare con legge regionale la disciplina elettorale degli enti locali, fu la prima regione in Italia ad introdurre l'elezione diretta del sindaco. Secondo la legge elettorale siciliana (L.R. n. 7, 26 agosto 1992), il voto si esprimeva su due schede, l'una per l'elezione del Consiglio comunale e l'altra per l'elezione diretta del Sindaco.
Nei comuni con popolazione superiore a 10.000 abitanti, le liste potevano costituire una coalizione. L'apparentamento era ammesso esclusivamente tra le liste e non con i candidati alla carica di Sindaco. Il 70% dei seggi (con arrotondamento, in caso di numero frazionario, all'unità superiore) era assegnato proporzionalmente; i restanti seggi erano attribuiti, secondo il criterio proporzionale, per due terzi alla lista o al gruppo di liste coalizzate che avesse conseguito il maggior numero dei voti validi, e i seggi ulteriormente residui alla lista o alla coalizione di liste risultata seconda per numero di voti validi attribuiti (art. 23).

## Elezioni del giugno 1994

### Provincia regionale di Agrigento

#### Canicattì
| Candidati | Candidati                                                                  | Voti   | %     |
| --------- | -------------------------------------------------------------------------- | ------ | ----- |
|           | Giuseppe Lanza (PDS-Progressisti-Altri-PPI-PRC-PSI) Accede al ballottaggio | 8.730  | 44,90 |
|           | Carmelo Cammalleri (UDC-AN-Mista di Centro) Accede al ballottaggio         | 8.418  | 43,30 |
|           | Salvatore Palermo (FI)                                                     | 2.295  | 11,80 |
| Totale    | Totale                                                                     | 19.443 | 100   |

| Liste                       | Liste                              | Voti   | %     | Seggi |
| --------------------------- | ---------------------------------- | ------ | ----- | ----- |
|                             | Partito Democratico della Sinistra | 3.661  | 18,27 | 6     |
| Progressisti-Altri          | 3.217                              | 16,06  | 6     |       |
| Partito Popolare Italiano   | 2.699                              | 13,47  | 5     |       |
| Rifondazione Comunista      | 778                                | 3,88   | 1     |       |
| Partito Socialista Italiano | 558                                | 2,79   | -     |       |
|                             | Unione di Centro                   | 3.452  | 17,23 | 7     |
| Alleanza Nazionale          | 2.118                              | 10,57  | 2     |       |
| Mista di Centro             | 761                                | 3,80   | -     |       |
|                             | Forza Italia                       | 2.789  | 13,92 | 3     |
| Totale                      | Totale                             | 20.033 | 100   | 30    |

Ballottaggio
| Candidati | Candidati                     | Voti   | %     |
| --------- | ----------------------------- | ------ | ----- |
|           | Carmelo Cammalleri ✔️ Sindaco | 9.483  | 54,80 |
|           | Giuseppe Lanza                | 7.821  | 45,20 |
| Totale    | Totale                        | 17.304 | 100   |

#### Licata
| Candidati | Candidati                                                                   | Voti   | %     |
| --------- | --------------------------------------------------------------------------- | ------ | ----- |
|           | Ernesto Licata (Progressisti-Patto Segni) Accede al ballottaggio            | 6.405  | 32,90 |
|           | Giovanni Saito (CCD-Mista di Centro-Mista di Centro) Accede al ballottaggio | 5.115  | 26,27 |
|           | Vincenzo Cantavenera (FI)                                                   | 2.677  | 13,75 |
|           | Armando Antona (AN)                                                         | 2.513  | 12,91 |
|           | Francesco Peritore (Mista di Centro-Mista di Centro)                        | 2.097  | 10,77 |
|           | Gioacchino Giancone (Centro di Riferimento Democratico-Libertà dal Bisogno) | 663    | 3,41  |
| Totale    | Totale                                                                      | 19.470 | 100   |

| Liste           | Liste                                                 | Voti   | %     | Seggi |
| --------------- | ----------------------------------------------------- | ------ | ----- | ----- |
|                 | Forza Italia                                          | 5.790  | 27,87 | 10    |
|                 | Centro Cristiano Democratico                          | 3.694  | 17,78 | 8     |
| Mista di Centro | 1.162                                                 | 5,59   | 2     |       |
| Mista di Centro | 1.149                                                 | 5,53   | 2     |       |
|                 | Progressisti                                          | 4.068  | 19,58 | 5     |
| Patto Segni     | 602                                                   | 2,90   | -     |       |
|                 | Centro di Riferimento Democratico-Libertà dal Bisogno | 2.090  | 10,06 | 2     |
|                 | Alleanza Nazionale                                    | 1.304  | 6,28  | 1     |
|                 | Mista di Centro                                       | 762    | 3,67  | -     |
| Mista di Centro | 151                                                   | 0,73   | -     |       |
| Totale          | Totale                                                | 19.470 | 100   | 30    |

Ballottaggio
| Candidati | Candidati                 | Voti   | %     |
| --------- | ------------------------- | ------ | ----- |
|           | Ernesto Licata ✔️ Sindaco | 9.768  | 64,43 |
|           | Giovanni Saito            | 5.393  | 35,57 |
| Totale    | Totale                    | 15.161 | 100   |

#### Ribera
| Candidati | Candidati                                                           | Voti   | %     |
| --------- | ------------------------------------------------------------------- | ------ | ----- |
|           | Accursio Emilio Guarisco (DC-Demopolis-Rete) Accede al ballottaggio | 2.240  | 17,14 |
|           | Giuseppe Di Salvo (PDS) Accede al ballottaggio                      | 2.171  | 16,61 |
|           | Paolo Tortorici (Una Certezza per Ribera)                           | 1.461  | 11,18 |
|           | Leonardo Frenna (Democratici Riformisti)                            | 1.214  | 9,29  |
|           | Oreste Ulderigo (Insieme per Ribera)                                | 1.212  | 9,27  |
|           | Francesco Montalbano                                                | 1.094  | 8,37  |
|           | Giovanna Quartararo (Progetto Ribera)                               | 1.014  | 7,76  |
|           | Paolo Scalia (Ricostruire Ribera)                                   | 646    | 4,94  |
|           | Martino Di Maria                                                    | 613    | 4,69  |
|           | Antonino Tacci (Alleanza Popolare Riberese)                         | 603    | 4,61  |
|           | Pasquale Salvaggio (Progresso 2000)                                 | 439    | 3,36  |
|           | Nicolò Riggi (Giovani in Movimento)                                 | 365    | 2,79  |
| Totale    | Totale                                                              | 13.072 | 100   |

| Liste     | Liste                                         | Voti   | %     | Seggi |
| --------- | --------------------------------------------- | ------ | ----- | ----- |
|           | Democrazia Cristiana                          | 2.232  | 16,82 | 6     |
| Demopolis | 1.780                                         | 13,42  | 3     |       |
| La Rete   | 939                                           | 7,08   | 2     |       |
|           | Partito Democratico della Sinistra            | 2.137  | 16,11 | 3     |
|           | Progetto Ribera                               | 1.304  | 9,83  | 2     |
|           | Una Certezza per Ribera                       | 1.303  | 9,82  | 1     |
|           | Democratici Riformisti                        | 919    | 6,93  | 2     |
|           | Insieme per Ribera                            | 883    | 6,66  | 1     |
|           | Ricostruire Ribera                            | 428    | 3,23  | -     |
|           | Alleanza Popolare Riberese                    | 345    | 2,60  | -     |
|           | Progresso 2000                                | 303    | 2,28  | -     |
|           | Movimento Sociale Italiano - Destra Nazionale | 269    | 2,03  | -     |
|           | Rifondazione Comunista                        | 251    | 1,89  | -     |
|           | Giovani in Movimento                          | 174    | 1,31  | -     |
| Totale    | Totale                                        | 13.267 | 100   | 20    |

Ballottaggio
| Candidati | Candidati                    | Voti   | %     |
| --------- | ---------------------------- | ------ | ----- |
|           | Giuseppe Di Salvo ✔️ Sindaco | 5.425  | 50,49 |
|           | Accursio Emilio Guarisco     | 5.319  | 49,51 |
| Totale    | Totale                       | 10.744 | 100   |

### Provincia regionale di Caltanissetta

#### Gela
| Candidati | Candidati                                                                        | Voti   | %     |
| --------- | -------------------------------------------------------------------------------- | ------ | ----- |
|           | Francesco Gallo (PDS-Progressisti-Altri-PRC-Mediterraneo) Accede al ballottaggio | 18.271 | 47,69 |
|           | Damiano Lauretta (FI-AN) Accede al ballottaggio                                  | 8.989  | 23,46 |
|           | Antonino Granvillano (PPI-Insieme per la Città)                                  | 7.461  | 19,47 |
|           | Vincenzo Giunta (Gela,Italia)                                                    | 3.595  | 9,38  |
| Totale    | Totale                                                                           | 38.316 | 100   |

| Liste                  | Liste                              | Voti   | %     | Seggi |
| ---------------------- | ---------------------------------- | ------ | ----- | ----- |
|                        | Partito Democratico della Sinistra | 8.017  | 20,93 | 9     |
| Progressisti-Altri     | 3.502                              | 9,14   | 3     |       |
| Rifondazione Comunista | 2.049                              | 5,35   | 2     |       |
| Lista Mediterraneo     | 1.490                              | 3,89   | -     |       |
|                        | Forza Italia                       | 7.334  | 19,15 | 6     |
| Alleanza Nazionale     | 4.611                              | 12,04  | 4     |       |
|                        | Partito Popolare Italiano          | 7.072  | 18,46 | 4     |
| Insieme per la Città   | 3.771                              | 9,84   | 2     |       |
|                        | Gela,Italia                        | 461    | 1,20  | -     |
| Totale                 | Totale                             | 38.307 | 100   | 30    |

Ballottaggio
| Candidati | Candidati                  | Voti   | %     |
| --------- | -------------------------- | ------ | ----- |
|           | Francesco Gallo ✔️ Sindaco | 19.452 | 64,86 |
|           | Damiano Lauretta           | 10.541 | 35,14 |
| Totale    | Totale                     | 29.993 | 100   |

### Provincia regionale di Catania

#### Aci Sant'Antonio
| Candidati | Candidati                                      | Voti  | %     |
| --------- | ---------------------------------------------- | ----- | ----- |
|           | Domenico Presti (FI-AN-CCD) ✔️ Sindaco         | 3.961 | 52,78 |
|           | Alfio Rapisarda (Insieme per Aci Sant'Antonio) | 2.347 | 31,27 |
|           | Roberto Salvatore Di Salvo (Progressisti)      | 1.197 | 15,95 |
| Totale    | Totale                                         | 7.505 | 100   |

| Liste  | Liste                                                        | Voti  | %     | Seggi |
| ------ | ------------------------------------------------------------ | ----- | ----- | ----- |
|        | Forza Italia-Alleanza Nazionale-Centro Cristiano Democratico | 4.220 | 55,57 | 12    |
|        | Insieme per Aci Sant'Antonio                                 | 2.237 | 29,46 | 6     |
|        | Progressisti                                                 | 1.137 | 14,97 | 2     |
| Totale | Totale                                                       | 7.594 | 100   | 20    |

#### Acireale
| Candidati | Candidati                                                                   | Voti   | %     |
| --------- | --------------------------------------------------------------------------- | ------ | ----- |
|           | Cristoforo Filetti (MSI-DN) Accede al ballottaggio                          | 9.639  | 37,24 |
|           | Ignazio Marino (Acireale Progressista-Centro Sturzo) Accede al ballottaggio | 5.913  | 22,85 |
|           | Paolo Raciti (Movimento Popolare Rinascita di Acireale)                     | 5.022  | 19,33 |
|           | Matteo Calabretta (Popolari per Acireale)                                   | 3.304  | 12,77 |
|           | Teresa Scaravilli (Rete)                                                    | 2.022  | 7,81  |
| Totale    | Totale                                                                      | 25.880 | 100   |

| Liste         | Liste                                         | Voti   | %     | Seggi |
| ------------- | --------------------------------------------- | ------ | ----- | ----- |
|               | Popolari per Acireale                         | 7.194  | 25,66 | 12    |
|               | Movimento Sociale Italiano - Destra Nazionale | 6.810  | 24,29 | 8     |
|               | Movimento Popolare Rinascita di Acireale      | 4.622  | 16,49 | 4     |
|               | Acireale Progressista                         | 3.617  | 12,90 | 3     |
| Centro Sturzo | 2.639                                         | 9,41   | 2     |       |
|               | Insieme per Acireale                          | 1.480  | 5,28  | 1     |
|               | La Rete                                       | 1.120  | 3,99  | -     |
|               | Partito Comunista                             | 555    | 1,98  | -     |
| Totale        | Totale                                        | 28.037 | 100   | 30    |

Ballottaggio
| Candidati | Candidati                     | Voti   | %     |
| --------- | ----------------------------- | ------ | ----- |
|           | Cristoforo Filetti ✔️ Sindaco | 15.394 | 62,90 |
|           | Ignazio Marino                | 9.080  | 37,10 |
| Totale    | Totale                        | 24.474 | 100   |

#### Giarre
| Candidati | Candidati                                                                          | Voti   | %     |
| --------- | ---------------------------------------------------------------------------------- | ------ | ----- |
|           | Giovanni Carmelo Di Bartolo (FI-CCD-AN-PSI-Mista di Centro) Accede al ballottaggio | 6.212  | 36,86 |
|           | Giuseppe Toscano (PDS-Lista Civica-PRI-Lista Indipendente) Accede al ballottaggio  | 5.656  | 33,56 |
|           | Leonardo Cantarella (PPI-Mista di Centro)                                          | 4.986  | 29,58 |
| Totale    | Totale                                                                             | 16.854 | 100   |

| Liste                         | Liste                              | Voti   | %     | Seggi |
| ----------------------------- | ---------------------------------- | ------ | ----- | ----- |
|                               | Forza Italia                       | 2.584  | 14,83 | 3     |
| Centro Cristiano Democratico  | 2.130                              | 12,23  | 3     |       |
| Alleanza Nazionale            | 1.759                              | 10,10  | 3     |       |
| Partito Socialista Italiano   | 1.656                              | 9,50   | 2     |       |
| Mista di Centro               | 1.358                              | 7,79   | 1     |       |
|                               | Partito Popolare Italiano          | 2.527  | 14,50 | 3     |
| Mista di Centro               | 1.430                              | 8,21   | 2     |       |
|                               | Partito Democratico della Sinistra | 1.848  | 10,61 | 2     |
| Lista Civica                  | 1.216                              | 6,98   | 1     |       |
| Partito Repubblicano Italiano | 697                                | 4,00   | -     |       |
| Lista Indipendente            | 218                                | 1,25   | -     |       |
| Totale                        | Totale                             | 17.423 | 100   | 30    |

Ballottaggio
| Candidati | Candidati                   | Voti   | %     |
| --------- | --------------------------- | ------ | ----- |
|           | Giuseppe Toscano ✔️ Sindaco | 7.990  | 55,38 |
|           | Giovanni Carmelo Di Bartolo | 6.438  | 44,62 |
| Totale    | Totale                      | 14.428 | 100   |

#### Grammichele
| Candidati | Candidati                                                                  | Voti  | %     |
| --------- | -------------------------------------------------------------------------- | ----- | ----- |
|           | Salvatore Giuseppe Canzoniere (Progressisti-Grammichele Libera) ✔️ Sindaco | 4.352 | 50,77 |
|           | Antonio Luigi Maria Sileci (FI-AN)                                         | 1.510 | 17,62 |
|           | Antonio Alberto Maria Lamagna (Lista Civica per Grammichele)               | 1.118 | 13,86 |
|           | Saverio Maria Salvatore Aliotta (Insieme per Grammichele)                  | 819   | 9,55  |
|           | Giacomo Porrovecchio (Rete)                                                | 703   | 8,20  |
| Totale    | Totale                                                                     | 8.572 | 100   |

| Liste  | Liste                           | Voti  | %     | Seggi |
| ------ | ------------------------------- | ----- | ----- | ----- |
|        | Progressisti-Grammichele Libera | 3.224 | 37,99 | 10    |
|        | Forza Italia-Alleanza Nazionale | 1.795 | 21,15 | 5     |
|        | Lista Civica per Grammichele    | 1.616 | 19,04 | 3     |
|        | Insieme per Grammichele         | 1.369 | 16,13 | 2     |
|        | La Rete                         | 483   | 5,69  | -     |
| Totale | Totale                          | 8.487 | 100   | 20    |

#### Gravina di Catania
| Candidati | Candidati                                                                   | Voti   | %     |
| --------- | --------------------------------------------------------------------------- | ------ | ----- |
|           | Fabrizio Giovanni Donzelli (FI-AN-Eterogenea) Accede al ballottaggio        | 6.137  | 41,97 |
|           | Elio Marotta (Gravina Democratica e Riformista-Rete) Accede al ballottaggio | 3.275  | 22,40 |
|           | Antonio Pulvirenti (Progetto Gravina-Mista di Centro)                       | 2.192  | 14,99 |
|           | Giovanni Tagliarina (CCD)                                                   | 1.717  | 11,74 |
|           | Francesco Pampallona (PPI-Rinnovamento Gravina)                             | 1.300  | 8,89  |
| Totale    | Totale                                                                      | 14.621 | 100   |

| Liste                | Liste                              | Voti   | %     | Seggi |
| -------------------- | ---------------------------------- | ------ | ----- | ----- |
|                      | Forza Italia                       | 3.383  | 22,28 | 7     |
| Alleanza Nazionale   | 1.622                              | 10,68  | 3     |       |
| Lista Eterogenea     | 1.254                              | 8,26   | 2     |       |
|                      | Gravina Democratica e Progressista | 1.554  | 10,24 | 2     |
| La Rete              | 1.402                              | 9,24   | 2     |       |
|                      | Partito Popolare Italiano          | 1.386  | 9,13  | 1     |
| Rinnovamento Gravina | 1.160                              | 7,64   | 1     |       |
|                      | Progetto Gravina                   | 1.554  | 10,24 | 1     |
| Mista di Centro      | 644                                | 4,24   | -     |       |
|                      | Centro Cristiano Democratico       | 1.222  | 8,05  | 1     |
| Totale               | Totale                             | 15.181 | 100   | 30    |

Ballottaggio
| Candidati | Candidati                             | Voti  | %     |
| --------- | ------------------------------------- | ----- | ----- |
|           | Fabrizio Giovanni Donzelli ✔️ Sindaco | 4.053 | 50,67 |
|           | Elio Marotta                          | 3.946 | 49,33 |
| Totale    | Totale                                | 7.999 | 100   |

### Provincia regionale di Enna

#### Enna
| Candidati | Candidati                                                              | Voti   | %     |
| --------- | ---------------------------------------------------------------------- | ------ | ----- |
|           | Antonio Onofrio Alvano (FI-CCD-AN) Accede al ballottaggio              | 4.356  | 25,16 |
|           | Claudio Antonio Faraci (La Città dei Cittadini) Accede al ballottaggio | 3.896  | 22,50 |
|           | Angelo Moceri (Progressisti-Altri)                                     | 3.462  | 19,99 |
|           | Eduardo Fontanazza (Lista Fontanazza-PRC-Progressisti)                 | 2.812  | 16,24 |
|           | Enrico Ovidio Giovanni Cascio (PPI)                                    | 2.435  | 14,06 |
|           | Concetto Benedetto Murgano (Uniti per Cambiare)                        | 354    | 2,04  |
| Totale    | Totale                                                                 | 17.315 | 100   |

| Liste                                | Liste                                     | Voti   | %     | Seggi |
| ------------------------------------ | ----------------------------------------- | ------ | ----- | ----- |
|                                      | Partito Popolare Italiano                 | 3.409  | 19,05 | 7     |
| Progressisti-Altri                   | 3.101                                     | 17,33  | 7     |       |
|                                      | Forza Italia-Centro Cristiano Democratico | 3.486  | 19,48 | 7     |
| Alleanza Nazionale                   | 2.807                                     | 15,68  | 5     |       |
|                                      | La Città dei Cittadini                    | 2.536  | 14,17 | 3     |
|                                      | Lista Fontanazza                          | 1.108  | 6,19  | 1     |
| Partito della Rifondazione Comunista | 429                                       | 2,40   | -     |       |
| Progressisti                         | 415                                       | 2,32   | -     |       |
|                                      | Uniti per Cambiare                        | 607    | 3,39  | -     |
| Totale                               | Totale                                    | 17.898 | 100   | 30    |

Ballottaggio
| Candidati | Candidati                         | Voti   | %     |
| --------- | --------------------------------- | ------ | ----- |
|           | Antonio Onofrio Alvano ✔️ Sindaco | 7.696  | 50,14 |
|           | Claudio Antonio Faraci            | 7.654  | 49,86 |
| Totale    | Totale                            | 15.350 | 100   |

### Provincia regionale di Messina

#### Messina
| Candidati | Candidati                                                                                                 | Voti    | %     |
| --------- | --- | ------- | ----- |
|           | Angelo Carmona (FI-CCD) Accede al ballottaggio                                                            | 40.822  | 32,05 |
|           | Francesco Providenti (Governare Messina Solidarietà e Sviluppo-Progressisti-Altri) Accede al ballottaggio | 34.187  | 26,84 |
|           | Giovanbattista Davoli (AN)                                                                                | 22.856  | 17,94 |
|           | Francesco Pitrè (PPI-PRI)                                                                                 | 14.350  | 11,27 |
|           | Calogero Centofanti (Lista Indipendente)                                                                  | 8.694   | 6,83  |
|           | Orazio Miloro                                                                                             | 3.671   | 2,88  |
|           | Giovanni Mattia Di Vona                                                                                   | 1.750   | 1,37  |
|           | Giuseppe Luciano Tringali (Lista Indipendente)                                                            | 1.050   | 0,82  |
| Totale    | Totale | 127.380 | 100   |

| Liste                         | Liste                                    | Voti    | %     | Seggi |
| ----------------------------- | ---------------------------------------- | ------- | ----- | ----- |
|                               | Forza Italia                             | 32.649  | 24,17 | 11    |
| Centro Cristiano Democratico  | 22.662                                   | 16,77   | 7     |       |
| Alleanza Nazionale            | 19.418                                   | 14,37   | 6     |       |
| Unione di Centro              | 12.084                                   | 8,94    | 4     |       |
|                               | Partito Popolare Italiano                | 16.929  | 12,53 | 8     |
| Partito Repubblicano Italiano | 3.515                                    | 2,60    | -     |       |
|                               | Governare Messina Solidarietà e Sviluppo | 16.011  | 11,85 | 4     |
| Progressisti-Altri            | 3.668                                    | 2,72    | -     |       |
|                               | Lista civica                             | 2.860   | 2,12  | -     |
|                               | Lista civica                             | 2.628   | 1,95  | -     |
|                               | Lista Indipendente                       | 2.130   | 1,58  | -     |
|                               | Lista Indipendente                       | 546     | 0,40  | -     |
| Totale                        | Totale                                   | 135.100 | 100   | 40    |

Ballottaggio
| Candidati | Candidati                       | Voti    | %     |
| --------- | ------------------------------- | ------- | ----- |
|           | Francesco Providenti ✔️ Sindaco | 62.869  | 60,05 |
|           | Angelo Carmona                  | 41.823  | 39,95 |
| Totale    | Totale                          | 104.692 | 100   |

#### Barcellona Pozzo di Gotto
| Candidati | Candidati                                                                | Voti   | %     |
| --------- | ------------------------------------------------------------------------ | ------ | ----- |
|           | Marianna Tommasa Tindara Silvana La Malfa (AN-FI) Accede al ballottaggio | 7.405  | 33,28 |
|           | Francesco Speciale (Lista Civica-Rete) Accede al ballottaggio            | 7.229  | 32,49 |
|           | Roberto Molino (CCD)                                                     | 4.171  | 18,74 |
|           | Carmelo Torre (Lista Civica)                                             | 3.448  | 15,49 |
| Totale    | Totale                                                                   | 22.253 | 100   |

| Liste        | Liste                        | Voti   | %     | Seggi |
| ------------ | ---------------------------- | ------ | ----- | ----- |
|              | Alleanza Nazionale           | 5.838  | 25,04 | 9     |
| Forza Italia | 5.491                        | 23,55  | 8     |       |
|              | Lista Civica                 | 4.331  | 18,61 | 6     |
| Lista Civica | 3.513                        | 15,07  | 4     |       |
| La Rete      | 380                          | 1,63   | -     |       |
|              | Centro Cristiano Democratico | 3.313  | 14,21 | 3     |
|              | Rifondazione Comunista       | 333    | 1,43  | -     |
|              | Lista Indipendente           | 107    | 0,46  | -     |
| Totale       | Totale                       | 23.313 | 100   | 30    |

Ballottaggio
| Candidati | Candidati                                 | Voti   | %     |
| --------- | ----------------------------------------- | ------ | ----- |
|           | Francesco Speciale ✔️ Sindaco             | 11.855 | 54,48 |
|           | Marianna Tommasa Tindara Silvana La Malfa | 9.904  | 45,52 |
| Totale    | Totale                                    | 21.759 | 100   |

#### Capo d'Orlando
| Candidati | Candidati                                                      | Voti  | %     |
| --------- | -------------------------------------------------------------- | ----- | ----- |
|           | Roberto Vincenzo Sindoni (Progressisti) Accede al ballottaggio | 3.395 | 45,13 |
|           | Luigi Cangemi (FI) Accede al ballottaggio                      | 2.239 | 29,77 |
|           | Pinuccia Collica (Per Capo d'Orlando)                          | 969   | 12,88 |
|           | Salvatore Mantineo (AN)                                        | 919   | 12,22 |
| Totale    | Totale                                                         | 7.522 | 100   |

| Liste  | Liste              | Voti  | %     | Seggi |
| ------ | ------------------ | ----- | ----- | ----- |
|        | Forza Italia       | 2.892 | 39,07 | 10    |
|        | Progressisti-Altri | 1.902 | 25,69 | 5     |
|        | Per Capo d'Orlando | 1.500 | 20,26 | 3     |
|        | Alleanza Nazionale | 1.109 | 14,98 | 2     |
| Totale | Totale             | 7.403 | 100   | 20    |

Ballottaggio
| Candidati | Candidati                           | Voti  | %     |
| --------- | ----------------------------------- | ----- | ----- |
|           | Roberto Vincenzo Sindoni ✔️ Sindaco | 5.168 | 68,79 |
|           | Luigi Cangemi                       | 2.345 | 31,21 |
| Totale    | Totale                              | 7.513 | 100   |

### Provincia regionale di Ragusa

#### Ragusa
| Candidati | Candidati                                                               | Voti   | %     |
| --------- | ----------------------------------------------------------------------- | ------ | ----- |
|           | Giorgio Chessari (Progressisti-Rete-Patto Segni) Accede al ballottaggio | 11.818 | 29,37 |
|           | Giuseppe Malfitano (FI-AN-CCD) Accede al ballottaggio                   | 9.228  | 22,93 |
|           | Angelo Schembari (Lista civica)                                         | 7.788  | 19,35 |
|           | Giorgio Massari                                                         | 7.445  | 18,50 |
|           | Giovanni Firrito (PPI)                                                  | 3.963  | 9,85  |
| Totale    | Totale                                                                  | 40.242 | 100   |

| Liste                        | Liste                                | Voti | %    | Seggi |
| ---------------------------- | ------------------------------------ | ---- | ---- | ----- |
|                              | Partito Popolare Italiano            |      | 24,2 | 9     |
| Progressisti                 |                                      | 22,9 | 8    |       |
| Lista civica                 |                                      | 3,0  | -    |       |
| La Rete                      |                                      | 2,9  | -    |       |
| Patto Segni                  |                                      | 2,7  | -    |       |
|                              | Forza Italia                         |      | 23,1 | 8     |
| Alleanza Nazionale           |                                      | 11,4 | 3    |       |
| Centro Cristiano Democratico |                                      | 4,8  | 1    |       |
|                              | Partito della Rifondazione Comunista |      | 5,0  | 1     |
| Totale                       | Totale                               |      | 100  | 30    |

Ballottaggio
| Candidati | Candidati                   | Voti | %    |
| --------- | --------------------------- | ---- | ---- |
|           | Giorgio Chessari ✔️ Sindaco |      | 59,6 |
|           | Giuseppe Malfitano          |      | 40,4 |
| Totale    | Totale                      |      | 100  |

#### Comiso
| Candidati | Candidati                                                             | Voti   | %     |
| --------- | --------------------------------------------------------------------- | ------ | ----- |
|           | Salvatore Zago (PDS) Accede al ballottaggio                           | 7.493  | 43,40 |
|           | Pasquale Puglisi (Insieme per Cambiare Comiso) Accede al ballottaggio | 6.824  | 39,53 |
|           | Antonino Davolos (Nuovo Impegno)                                      | 1.397  | 8,09  |
|           | Antonino Sallemi (Progressisti-Altri)                                 | 942    | 5,46  |
|           | Girolamo Piparo (Uniti per Comiso)                                    | 607    | 3.52  |
| Totale    | Totale                                                                | 17.263 | 100   |

| Liste  | Liste                              | Voti   | %     | Seggi |
| ------ | ---------------------------------- | ------ | ----- | ----- |
|        | Insieme per Comiso                 | 6.594  | 38,59 | 10    |
|        | Partito Democratico della Sinistra | 6.365  | 37,25 | 8     |
|        | Nuovo Impegno                      | 1.519  | 8,89  | 1     |
|        | Progressisti-Altri                 | 1.141  | 6,68  | 1     |
|        | Partito Socialista Italiano        | 890    | 5,21  | -     |
|        | Uniti per Comiso                   | 578    | 3,38  | -     |
| Totale | Totale                             | 17.087 | 100   | 20    |

Ballottaggio
| Candidati | Candidati                   | Voti   | %     |
| --------- | --------------------------- | ------ | ----- |
|           | Pasquale Puglisi ✔️ Sindaco | 8.581  | 50,20 |
|           | Salvatore Zago              | 8.511  | 49,80 |
| Totale    | Totale                      | 17.092 | 100   |

### Provincia regionale di Siracusa

#### Siracusa
| Candidati | Candidati                                           | Voti   | %     |
| --------- | --------------------------------------------------- | ------ | ----- |
|           | Alfredo Immè (FI-AN-CCD) Accede al ballottaggio     | 27.645 | 42,54 |
|           | Marco Fatuzzo (PPI-PDS-Rete) Accede al ballottaggio | 20.536 | 31,60 |
|           | Giuseppe Midolo (Insieme-Siracusa Nuova)            | 8.009  | 12,33 |
|           | Ermanno Guido Oscar Adorno (PRC)                    | 5.471  | 8,42  |
|           | Domenico Mirabella (Patto Segni)                    | 3.319  | 5,11  |
| Totale    | Totale                                              | 64.980 | 100   |

| Liste                              | Liste                                | Voti   | %     | Seggi |
| ---------------------------------- | ------------------------------------ | ------ | ----- | ----- |
|                                    | Forza Italia                         | 13.386 | 19,27 | 10    |
| Alleanza Nazionale                 | 9.158                                | 13,18  | 7     |       |
| Centro Cristiano Democratico       | 5.178                                | 7,45   | 3     |       |
|                                    | Partito Popolare Italiano            | 8.404  | 12,10 | 8     |
| Partito Democratico della Sinistra | 8.213                                | 11,82  | 4     |       |
| La Rete                            | 4.496                                | 6,47   | 2     |       |
|                                    | Insieme-Siracusa Nuova               | 5.303  | 7,63  | 2     |
|                                    | Lista civica                         | 3.677  | 5,29  | 1     |
|                                    | Eterogenea                           | 2.933  | 4,22  | 1     |
|                                    | Patto Segni                          | 2.830  | 4,07  | 1     |
|                                    | Mista di Centro                      | 2.599  | 3,74  | 1     |
|                                    | Partito della Rifondazione Comunista | 1.672  | 2,41  | -     |
|                                    | Lista civica                         | 1.615  | 2,22  | -     |
| Totale                             | Totale                               | 69.464 | 100   | 40    |

Ballottaggio
| Candidati | Candidati                | Voti   | %     |
| --------- | ------------------------ | ------ | ----- |
|           | Marco Fatuzzo ✔️ Sindaco | 22.781 | 54,15 |
|           | Alfredo Immè             | 19.292 | 45,85 |
| Totale    | Totale                   | 42.073 | 100   |

#### Augusta
| Candidati | Candidati                                                                           | Voti   | %     |
| --------- | ----------------------------------------------------------------------------------- | ------ | ----- |
|           | Giuseppe Gulino (Patto Segni) Accede al ballottaggio                                | 7.923  | 38,02 |
|           | Marina Noè (AN-FI-CCD) Accede al ballottaggio                                       | 5.373  | 25,78 |
|           | Luigi Solarino (PDS-Lista Ecologica-Rete-PRC)                                       | 4.751  | 22,80 |
|           | Roberto Reicherl (Vienuove-Insieme per il Rinnovamento-Onestà-Servizio-Trasparenza) | 2.392  | 11,48 |
|           | Vincenzo Lombino (Risorgimento)                                                     | 400    | 1,92  |
| Totale    | Totale                                                                              | 20.839 | 100   |

| Liste                                     | Liste                                                            | Voti   | %     | Seggi |
| ----------------------------------------- | ---------------------------------------------------------------- | ------ | ----- | ----- |
|                                           | Alleanza Nazionale                                               | 3.338  | 16,14 | 5     |
| Forza Italia-Centro Cristiano Democratico | 2.379                                                            | 11,50  | 4     |       |
|                                           | Partito Democratico della Sinistra                               | 2.085  | 10,08 | 4     |
| Lista Ecologica                           | 1.621                                                            | 7,84   | 3     |       |
| La Rete                                   | 1.035                                                            | 5,00   | 1     |       |
| Rifondazione Comunista                    | 887                                                              | 4,29   | 1     |       |
|                                           | Patto Segni                                                      | 5.091  | 24,62 | 8     |
|                                           | Vienuove-Insieme per il Rinnovamento-Onestà-Servizio-Trasparenza | 2.334  | 11,29 | 2     |
|                                           | Partito Popolare Italiano                                        | 1.590  | 7,69  | 2     |
|                                           | Risorgimento                                                     | 322    | 1,56  | -     |
| Totale                                    | Totale                                                           | 20.682 | 100   | 30    |

Ballottaggio
| Candidati | Candidati                  | Voti   | %     |
| --------- | -------------------------- | ------ | ----- |
|           | Giuseppe Gulino ✔️ Sindaco | 10.179 | 60,53 |
|           | Marina Noè                 | 6.638  | 39,47 |
| Totale    | Totale                     | 16.817 | 100   |

#### Francofonte
| Candidati | Candidati                                                           | Voti  | %     |
| --------- | ------------------------------------------------------------------- | ----- | ----- |
|           | Vincenzo Giovanni Bosco (FI-CCD-AN) Accede al ballottaggio          | 2.925 | 38,01 |
|           | Vincenzo Cunsolo (Progetto Francofonte-Rete) Accede al ballottaggio | 2.161 | 28,08 |
|           | Michelangelo Iachelli (Francofonte-Legalità e Lavoro)               | 2.128 | 27,65 |
|           | Giovanni Longo (Insieme per Francofonte)                            | 481   | 6,25  |
| Totale    | Totale                                                              | 7.695 | 100   |

| Liste   | Liste                                                        | Voti  | %     | Seggi |
| ------- | ------------------------------------------------------------ | ----- | ----- | ----- |
|         | Forza Italia-Centro Cristiano Democratico-Alleanza Nazionale | 2.735 | 33,93 | 9     |
|         | Progetto Francofonte                                         | 1.884 | 23,38 | 5     |
| La Rete | 826                                                          | 10,25 | 2     |       |
|         | Francofonte-Legalità e Lavoro                                | 2.174 | 26,97 | 4     |
|         | Insieme per Francofonte                                      | 442   | 5,48  | -     |
| Totale  | Totale                                                       | 8.061 | 100   | 20    |

Ballottaggio
| Candidati | Candidati                          | Voti  | %     |
| --------- | ---------------------------------- | ----- | ----- |
|           | Vincenzo Giovanni Bosco ✔️ Sindaco | 3.919 | 52,97 |
|           | Vincenzo Cunsolo                   | 3.479 | 47,03 |
| Totale    | Totale                             | 7.398 | 100   |

### Provincia Regionale di Trapani

#### Trapani
| Candidati | Candidati                                                                                   | Voti   | %     |
| --------- | ------------------------------------------------------------------------------------------- | ------ | ----- |
|           | Gabriele D'Alì (FI-AN) Accede al ballottaggio                                               | 13.424 | 36,03 |
|           | Mario Buscaino (Movimento Democratico Popolare-Amministrare Trapani) Accede al ballottaggio | 12.463 | 33,46 |
|           | Cesare Colbertaldo (Polo Democratico-PPI)                                                   | 6.578  | 17,66 |
|           | Alessandro De Santis (Progressisti-Rete)                                                    | 3.799  | 10,20 |
|           | Pietro Gaeta (Movimento Tesa)                                                               | 989    | 2,65  |
| Totale    | Totale                                                                                      | 37.253 | 100   |

| Liste                     | Liste                          | Voti   | %     | Seggi |
| ------------------------- | ------------------------------ | ------ | ----- | ----- |
|                           | Forza Italia                   | 9.390  | 24,42 | 10    |
| Alleanza Nazionale        | 4.138                          | 10,76  | 4     |       |
|                           | Movimento Democratico Popolare | 7.619  | 19,81 | 6     |
| Amministrare Trapani      | 4.288                          | 11,15  | 3     |       |
|                           | Polo Democratico               | 5.064  | 13,17 | 3     |
| Partito Popolare Italiano | 2.358                          | 6,13   | 1     |       |
|                           | Progressisti                   | 3.677  | 9,56  | 2     |
| La Rete                   | 1.922                          | 5,00   | 1     |       |
| Totale                    | Totale                         | 38.456 | 100   | 30    |

Ballottaggio
| Candidati | Candidati                 | Voti   | %     |
| --------- | ------------------------- | ------ | ----- |
|           | Mario Buscaino ✔️ Sindaco | 19.769 | 63,12 |
|           | Gabriele D'Alì            | 11.551 | 36,88 |
| Totale    | Totale                    | 31.320 | 100   |

#### Erice
| Candidati | Candidati                                                                                       | Voti   | %     |
| --------- | ----------------------------------------------------------------------------------------------- | ------ | ----- |
|           | Mario Giuseppe Paolo Poma (Progressisti e Centro per Erice-Lista Civica) Accede al ballottaggio | 5.500  | 34,87 |
|           | Alberto Venza (FI-AN) Accede al ballottaggio                                                    | 5.070  | 32,14 |
|           | Maurizio Sinatra (Insieme per Erice)                                                            | 2.717  | 17,22 |
|           | Antonino Pocorobba (Movimento Democratico Popolare)                                             | 2.487  | 15,77 |
| Totale    | Totale                                                                                          | 15.774 | 100   |

| Liste              | Liste                           | Voti   | %     | Seggi |
| ------------------ | ------------------------------- | ------ | ----- | ----- |
|                    | Forza Italia                    | 4.276  | 26,58 | 7     |
| Alleanza Nazionale | 2.008                           | 12,48  | 3     |       |
|                    | Progressisti e Centro per Erice | 2.775  | 17,25 | 3     |
| Lista Civica       | 2.513                           | 15,82  | 3     |       |
|                    | Movimento Democratico Popolare  | 2.601  | 16,17 | 2     |
|                    | Insieme per Erice               | 1.915  | 11,90 | 2     |
| Totale             | Totale                          | 16.088 | 100   | 20    |

Ballottaggio
| Candidati | Candidati                            | Voti   | %     |
| --------- | ------------------------------------ | ------ | ----- |
|           | Mario Giuseppe Paolo Poma ✔️ Sindaco | 7.436  | 56,81 |
|           | Alberto Venza                        | 5.654  | 43,19 |
| Totale    | Totale                               | 13.090 | 100   |